# 코코넛밥
코코넛밥(coconut-)은 코코넛을 넣어 지은 쌀밥이다. 물 대신 코코넛밀크로 조리하거나, 코코넛 과육을 갈아 넣어 밥을 짓는다. 찹쌀밥인 경우도 있고, 멥쌀밥인 경우도 있다.

## 지역별 코코넛밥

### 동남아시아
- 라오스: 카우 똠
- 말레이시아: 나시 다강, 나시 르막
- 미얀마: 온 타민(버마어: အုန်းထမင်း)
- 베트남: 껌 즈어(베트남어: cơm dừa)
- 인도네시아: 나시 구리, 나시 리웟, 나시 우둑, 나시 쿠닝, 르망, 르픗, 부라사
- 캄보디아: 끄랄란
- 태국: 카오 니아오 마무앙, 카오 똠, 카오 람
- 필리핀: 비코, 수만, 푸토 마야

### 남아시아
- 스리랑카: 키리바트, 푸투
- 인도: 카이 안나(칸나다어: ಕಾಯಿ ಅನ್ನ), 코바리 안남(텔루구어: కొబ్బరి అన్నం), 텡가이 사담(타밀어: தேங்காய் சாதம்), 푸투

### 오세아니아
- 사모아: 알라이사 파아포포(사모아어: alaisa fa'apopo)

### 아메리카
- 온두라스·콜롬비아·파나마·푸에르토리코: 아로스 콘 코코(스페인어: arroz con coco)

## 사진

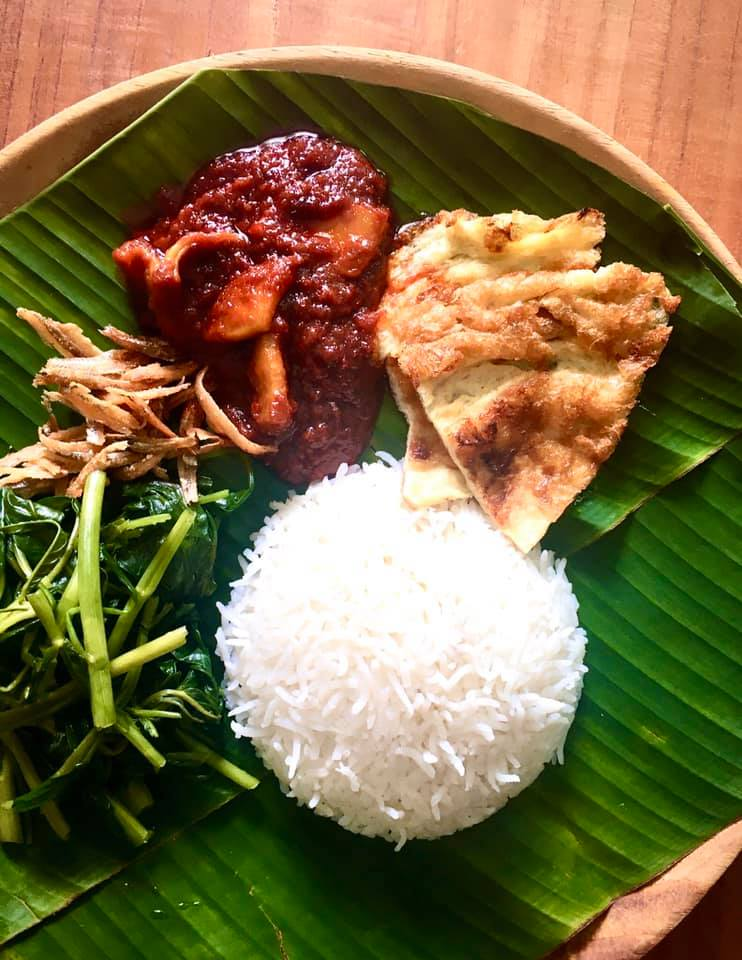
나시 르막
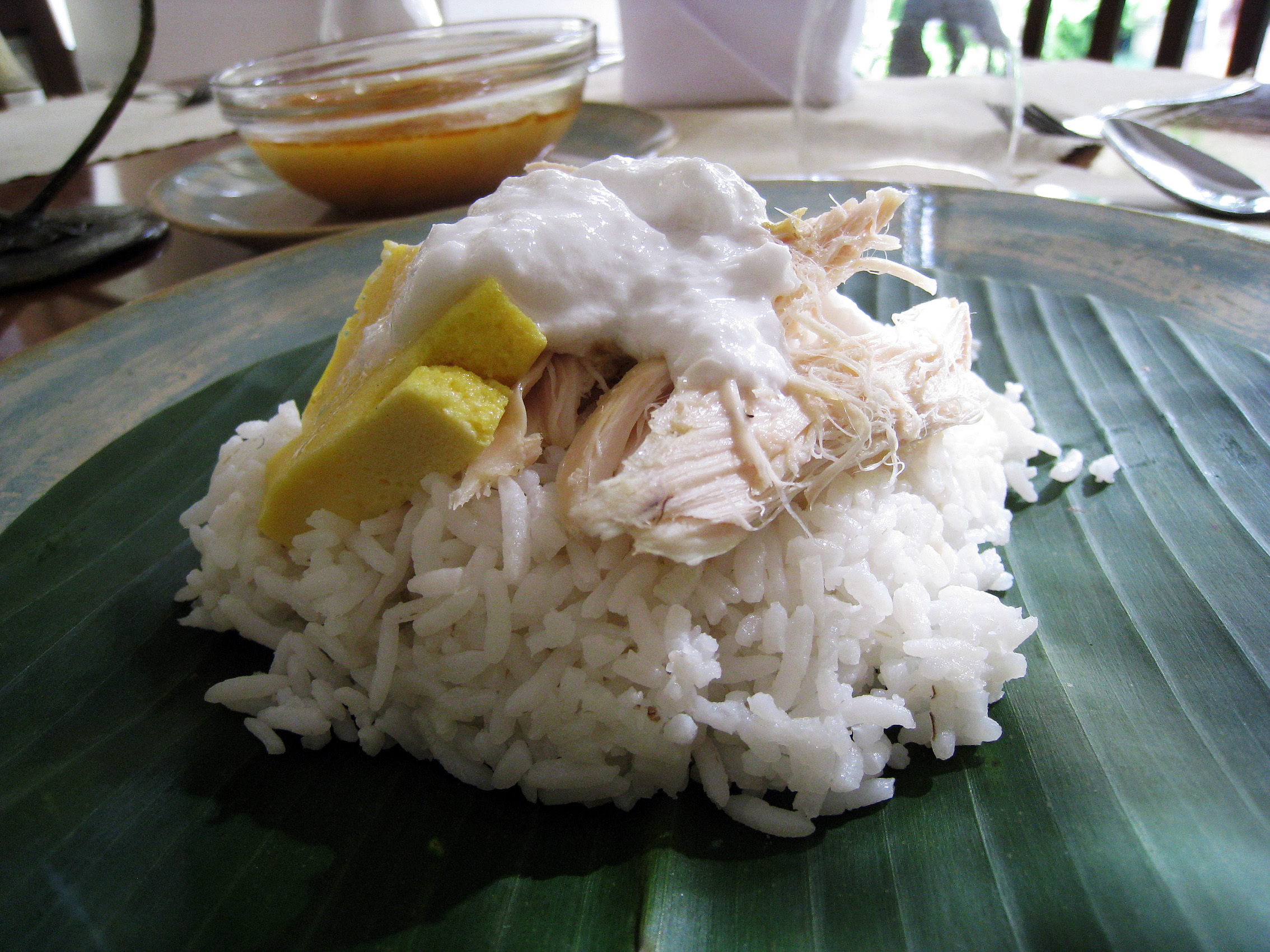
나시 리웟
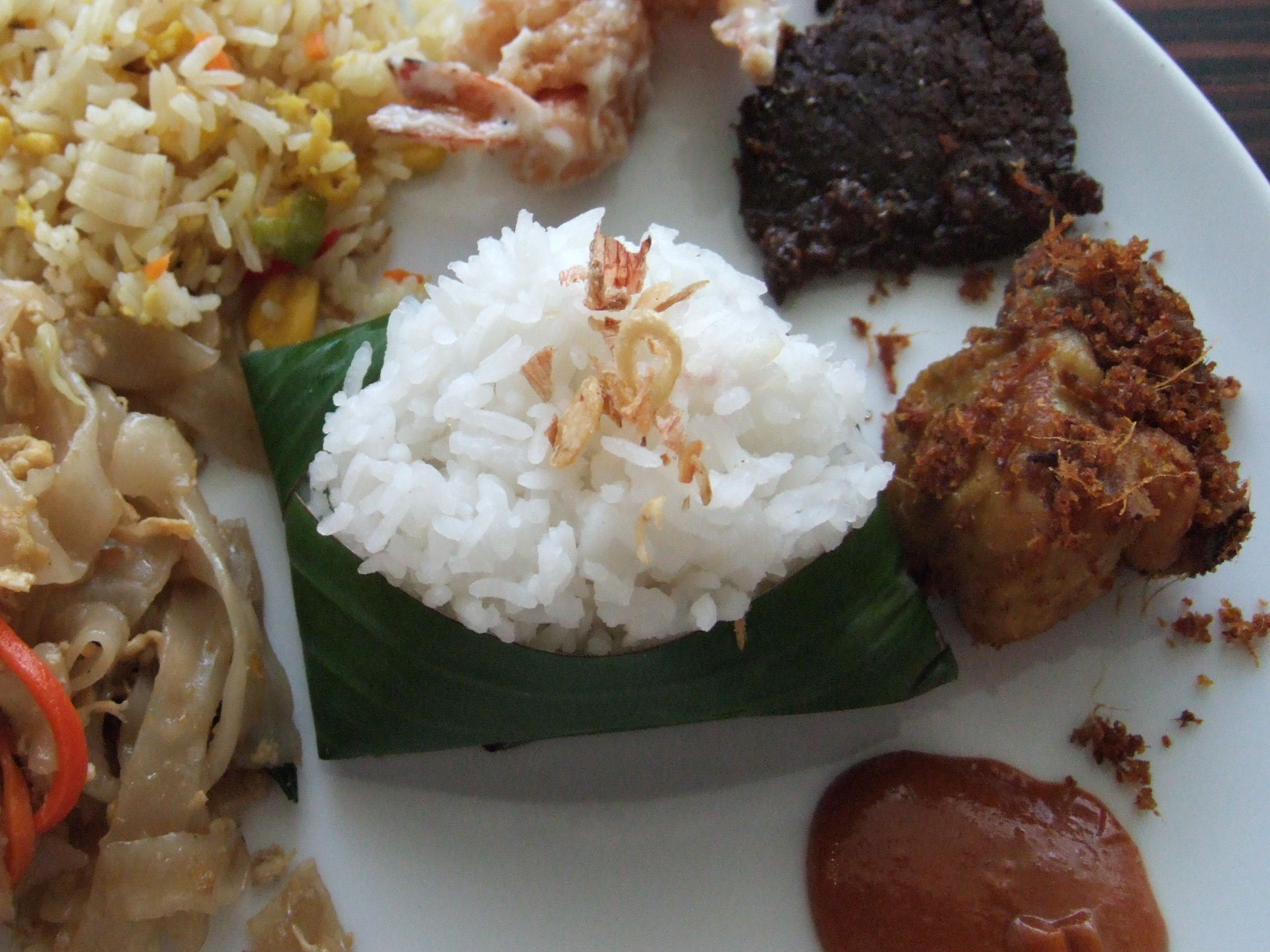
나시 우둑
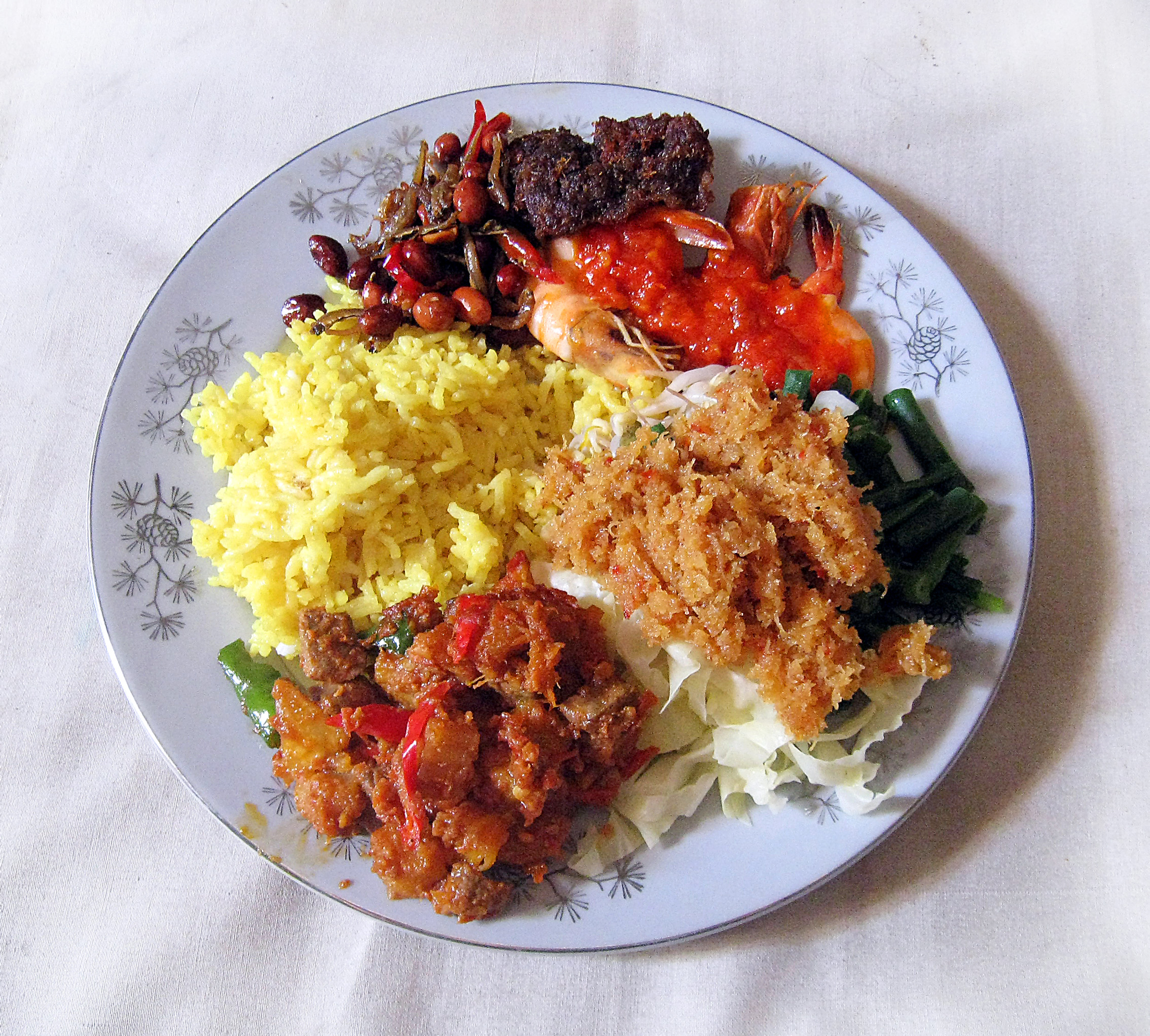
나시 쿠닝
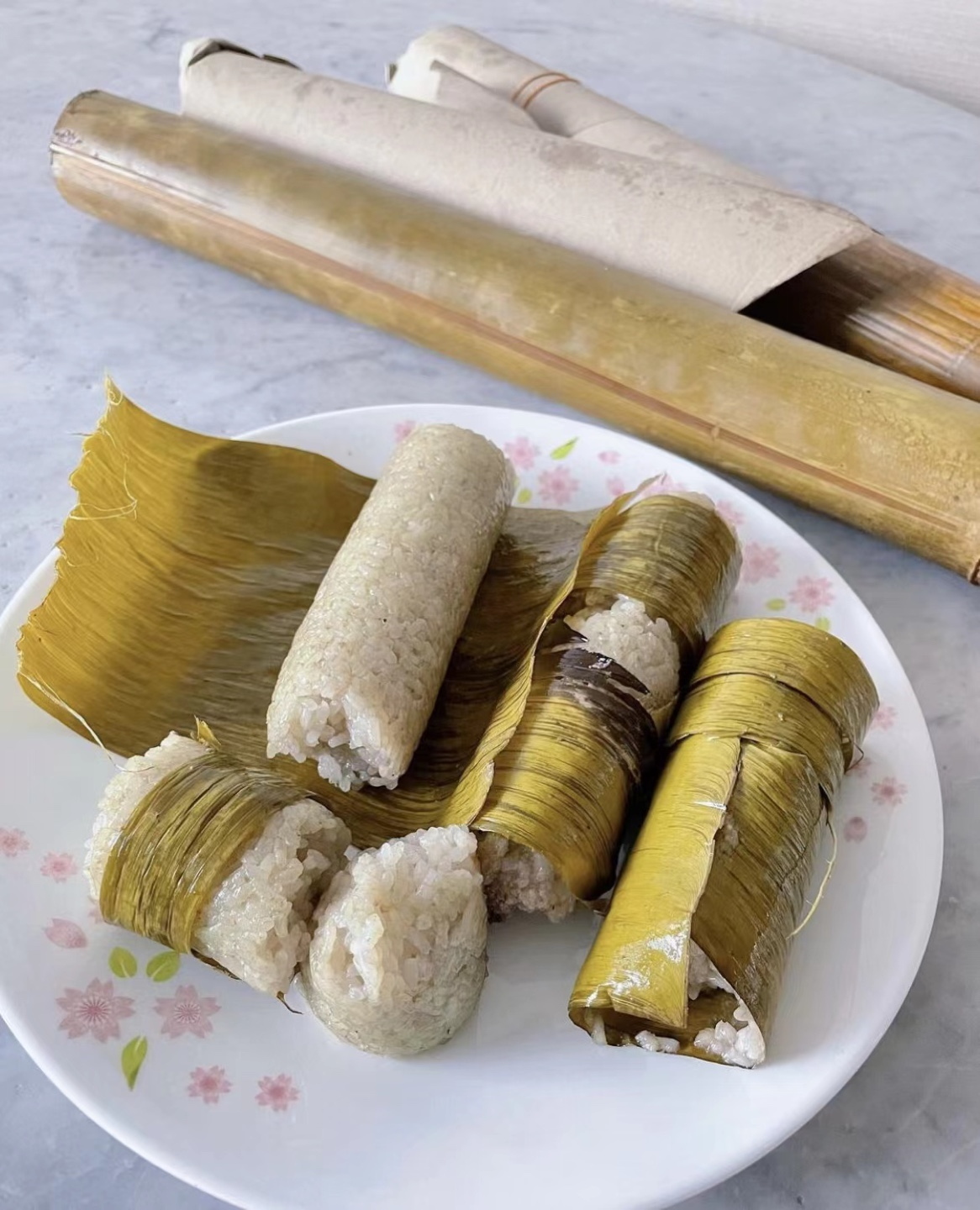
르망
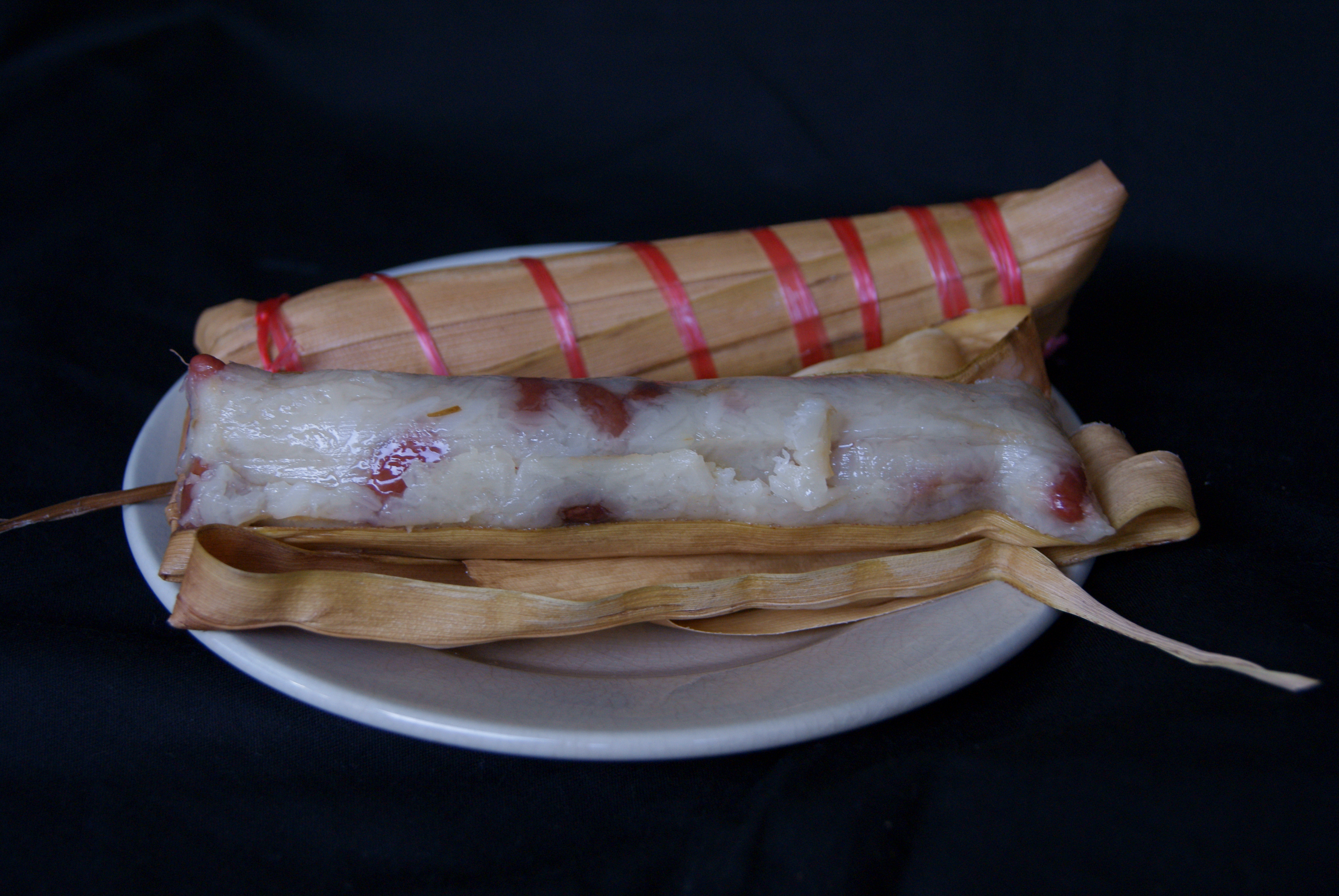
르픗
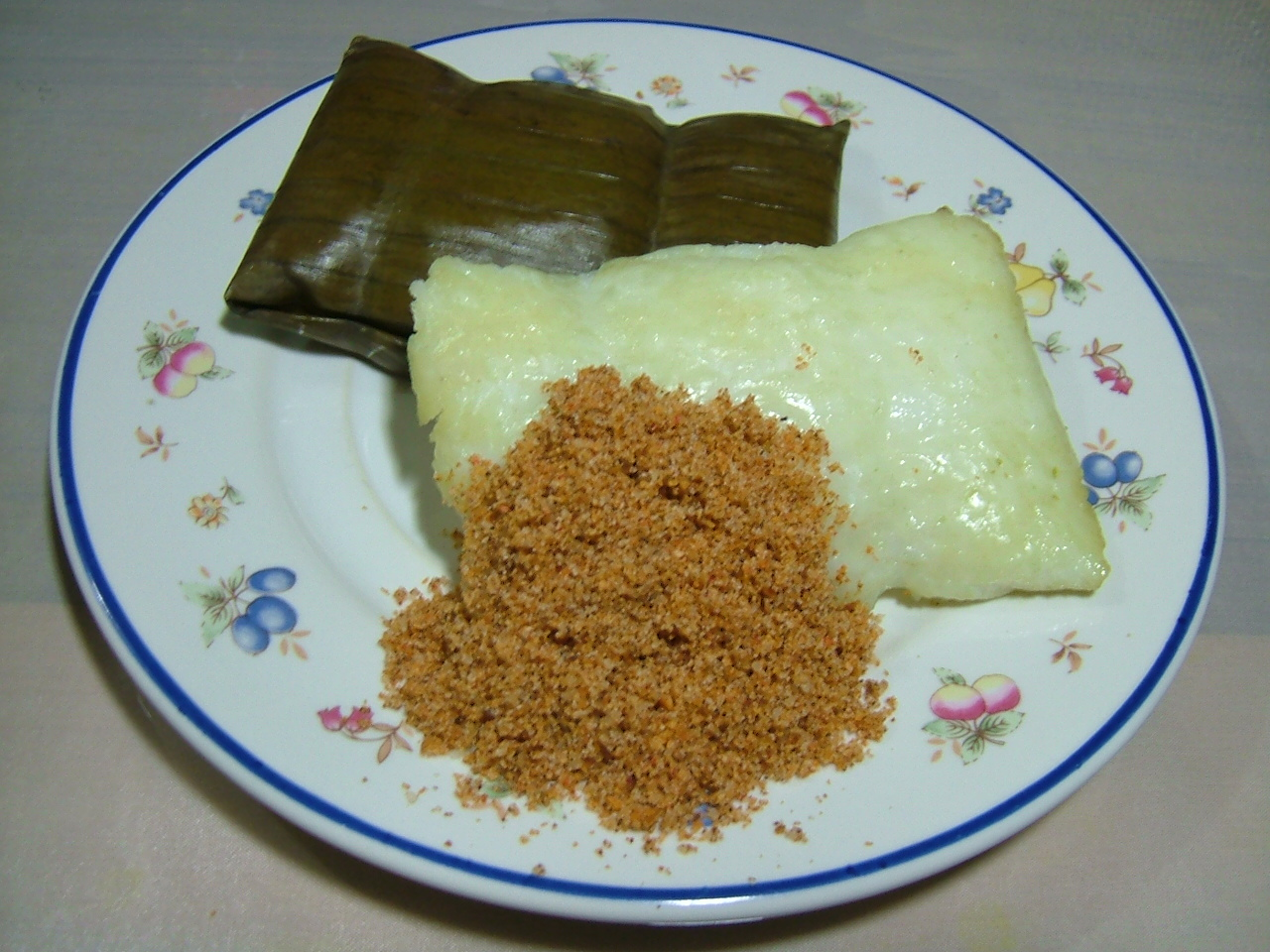
부라사
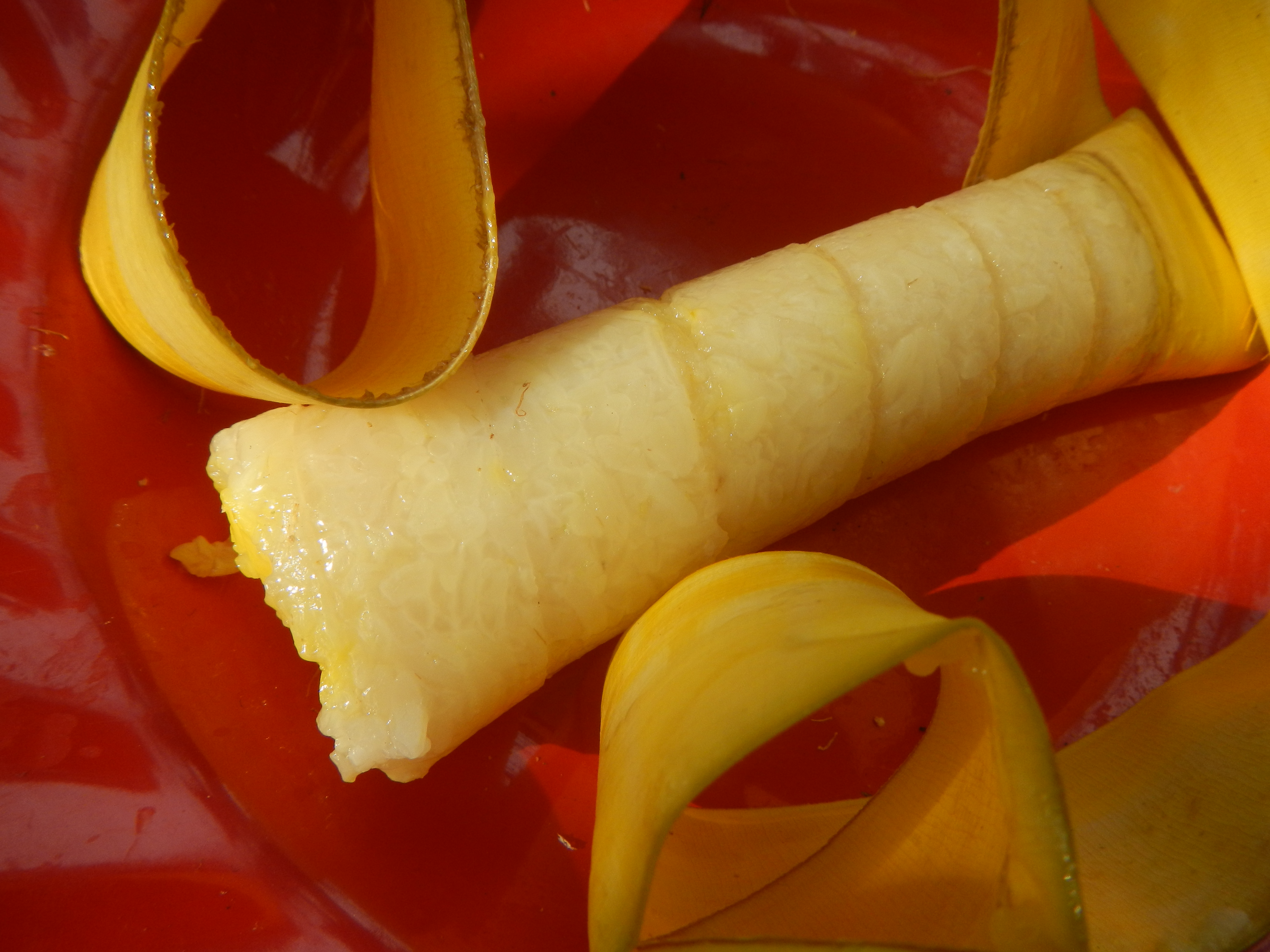
수만
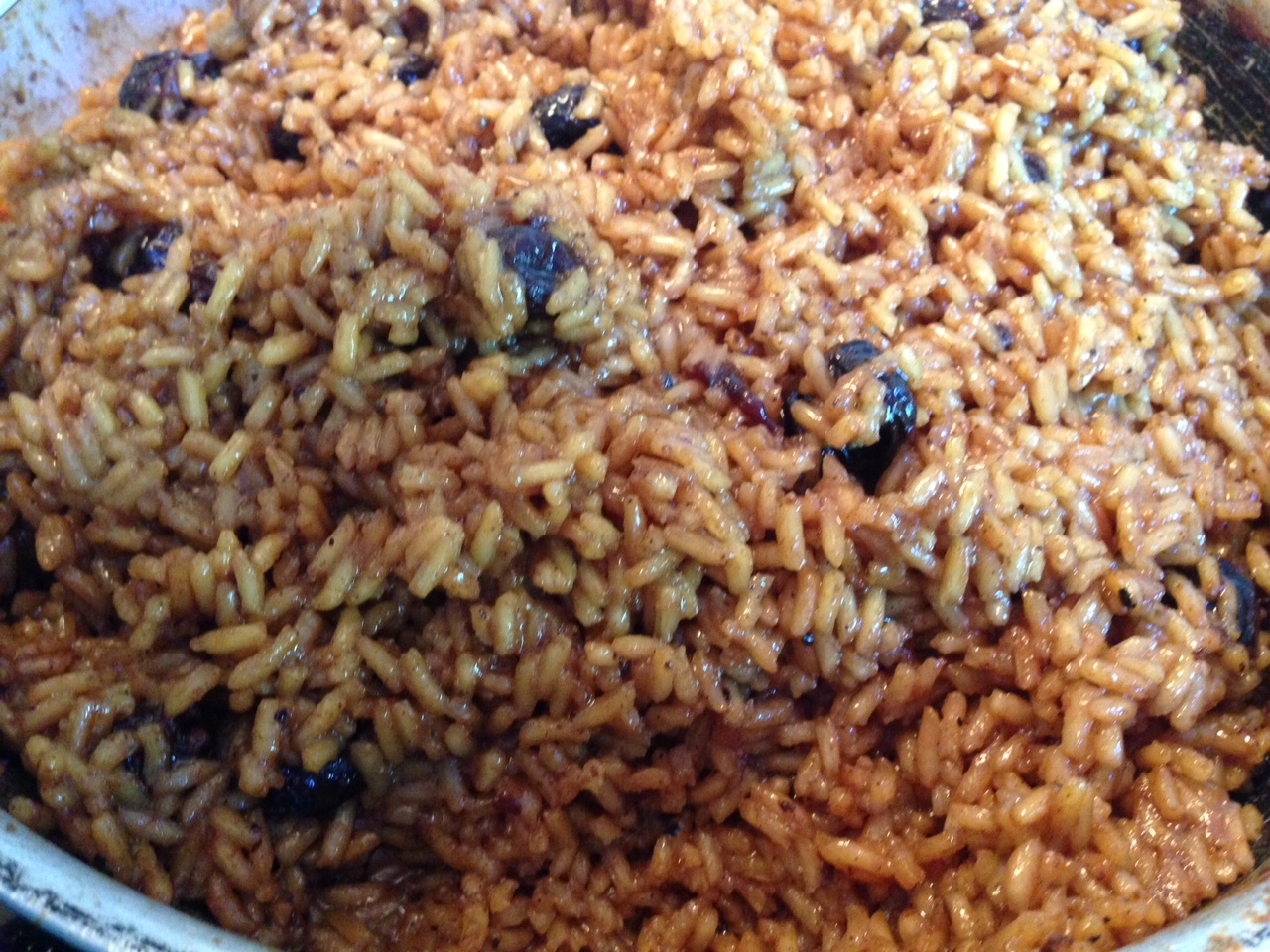
아로스 콘 코코
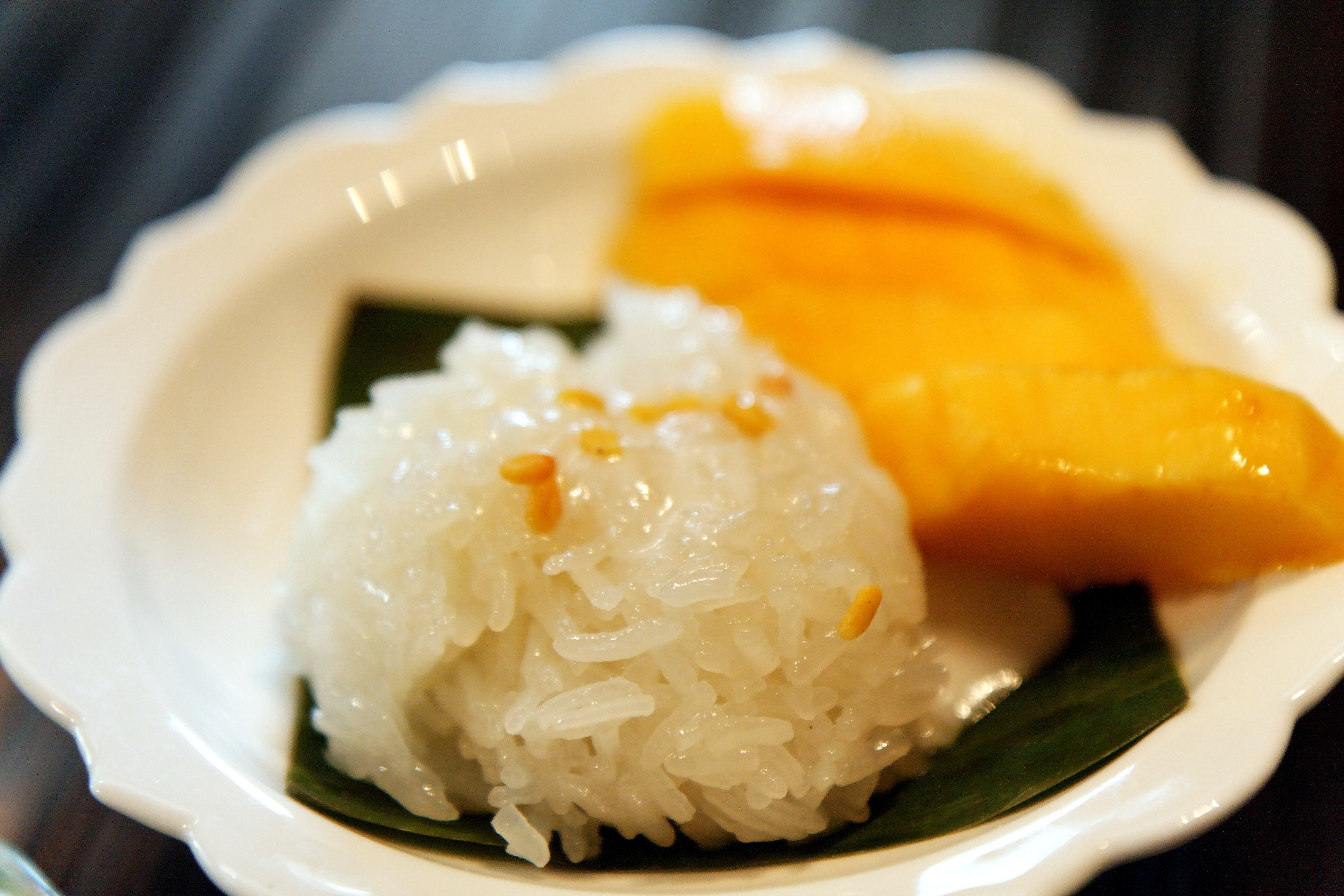
카오 니아오 마무앙
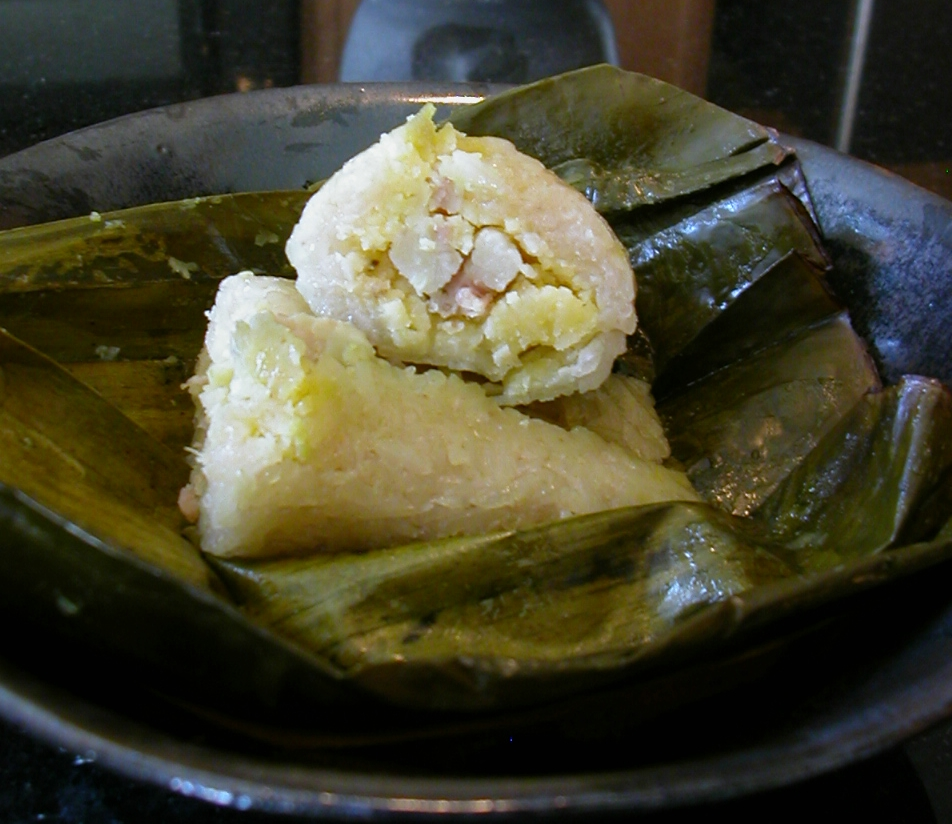
카우 똠
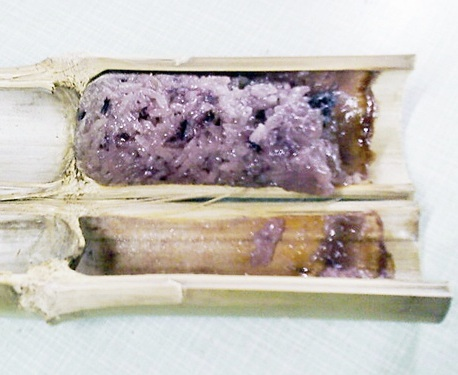
카오 람
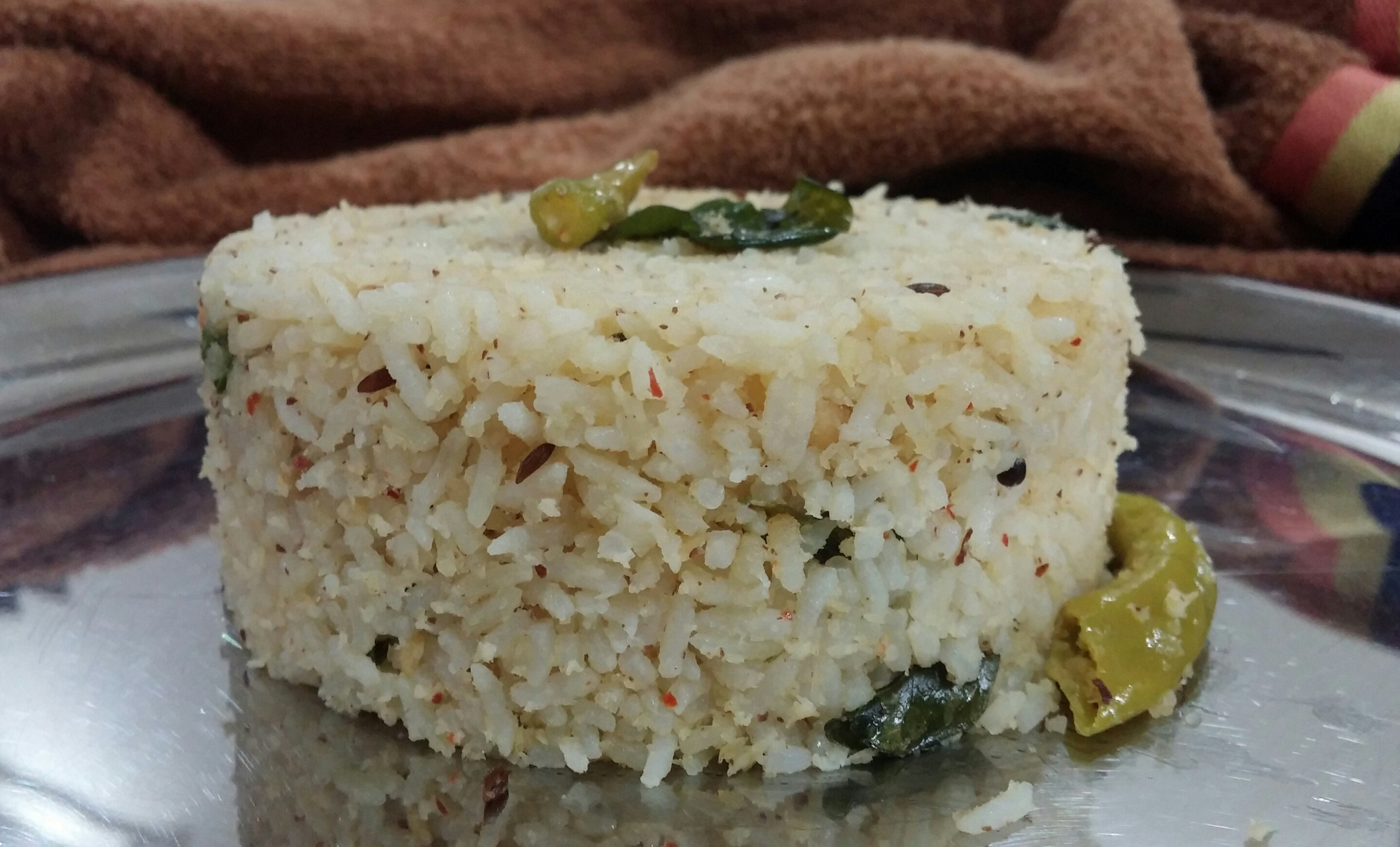
코바리 안남
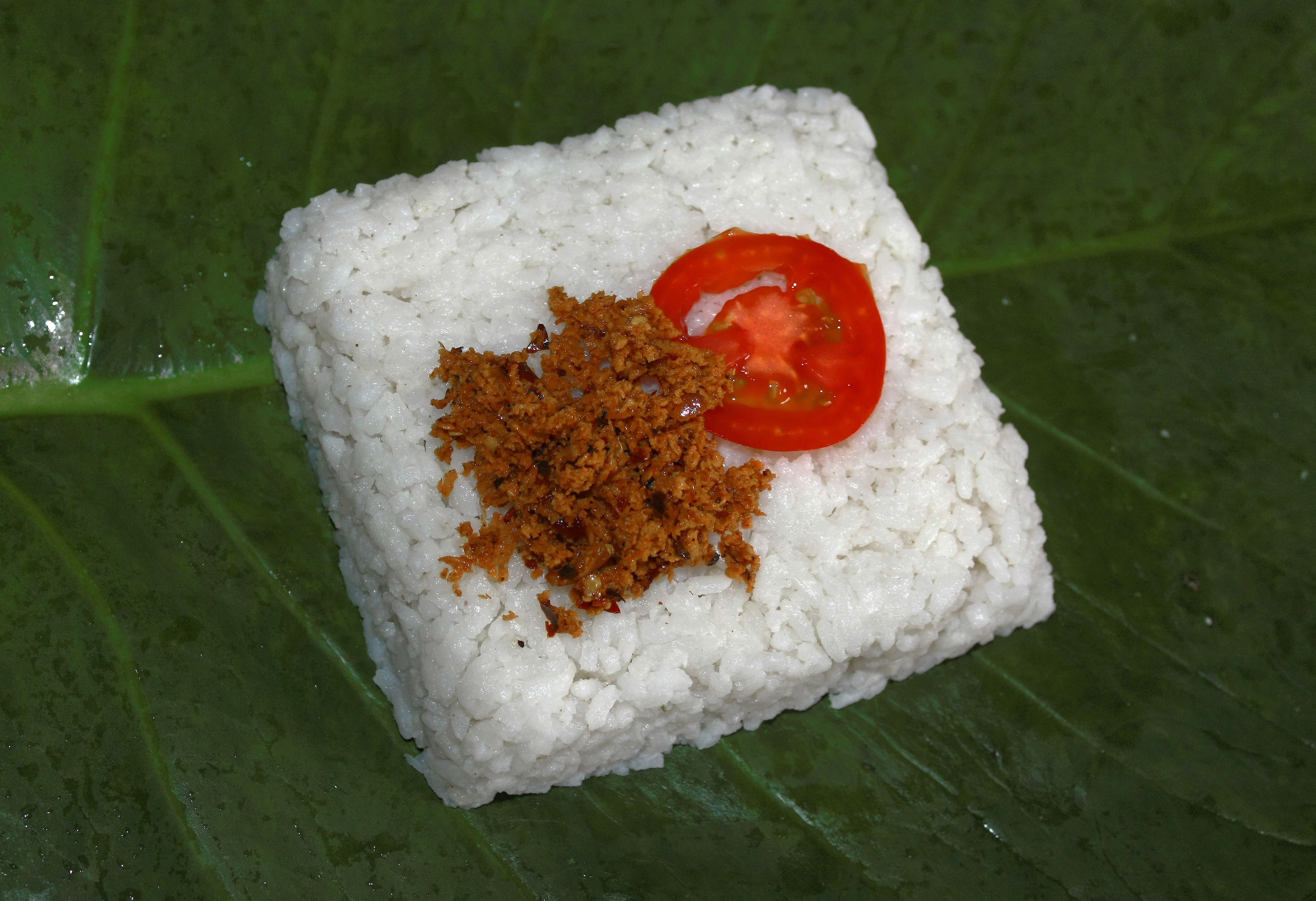
키리바트
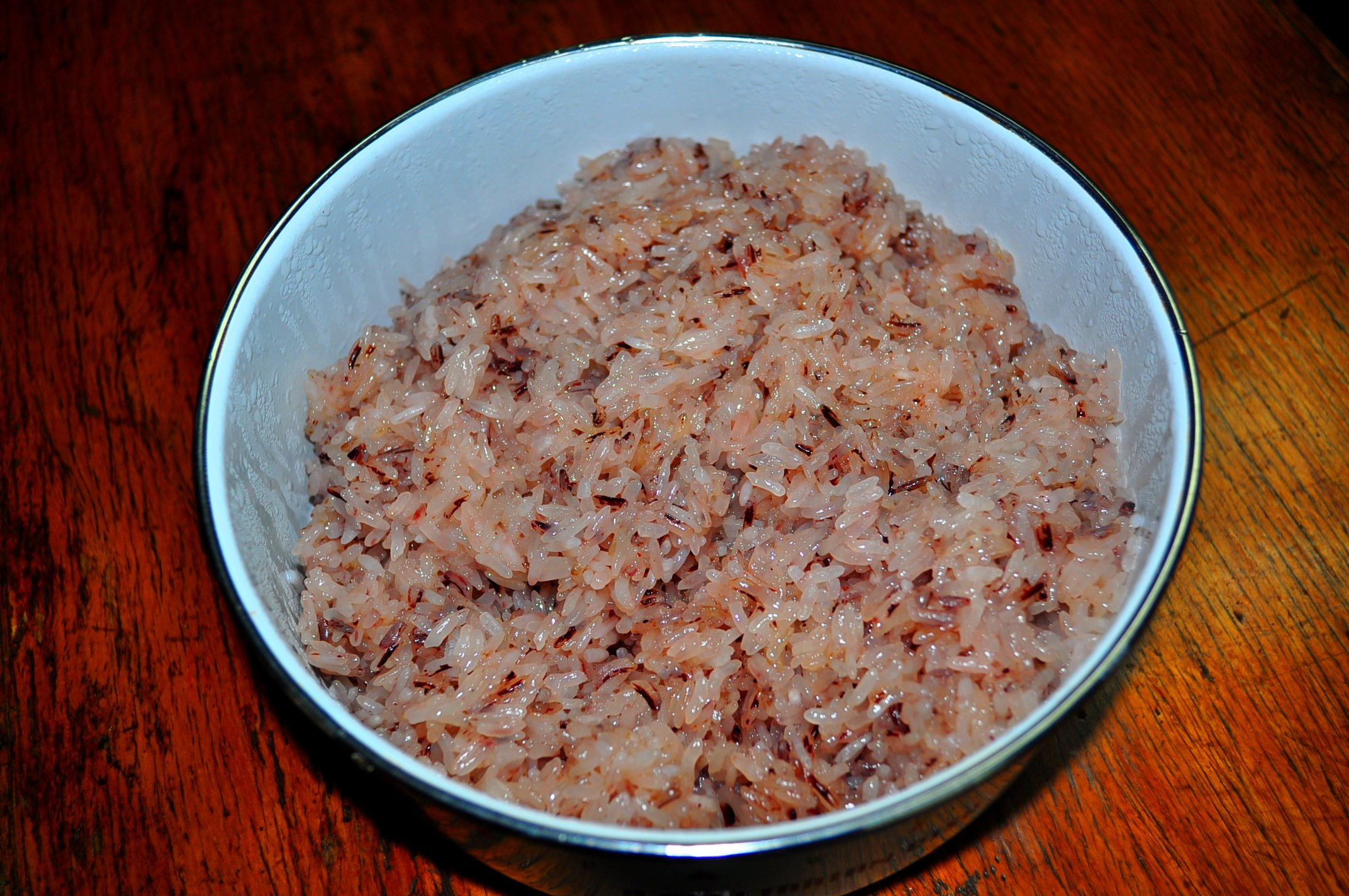
푸토 마야
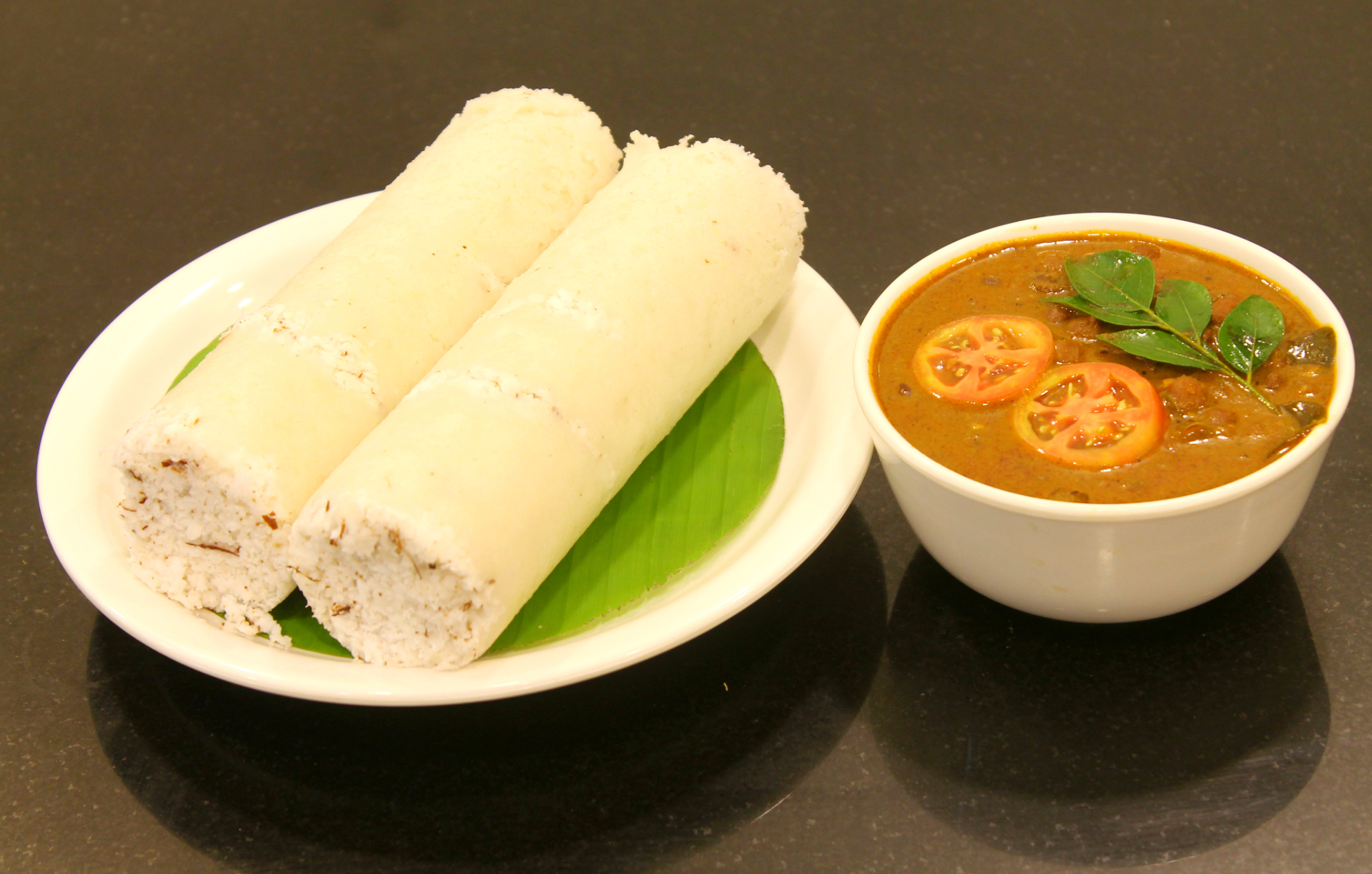
푸투

## 같이 보기
- 노란밥